# ناتاليا دي مولينا
ناتاليا دي مولينا (بالإسبانية: Natalia de Molina)‏ هي ممثلة إسبانية، ولدت في 19 ديسمبر 1990 بليناريس في إسبانيا.

## وصلات خارجية
- ناتاليا دي مولينا على موقع IMDb (الإنجليزية)
- ناتاليا دي مولينا على موقع ألو سيني (الفرنسية)
- ناتاليا دي مولينا على موقع أول موفي (الإنجليزية)
- ناتاليا دي مولينا على موقع قاعدة بيانات الفيلم (الإنجليزية)
- ناتاليا دي مولينا على موقع كينوبويسك (الروسية)